# Дейсун Віктор Миколайович
Ві́ктор Микола́йович Дейсу́н (англ. Victor Deysun, нар. 22 липня 1962, Кам'янець-Подільський) — український живописець. Член Національної спілки художників України від 2000 року.
«Цей художник  майстер нагнітання туманностей, коливань світла-кольору. В результаті виходить ідеальний об'єкт для медитаціі: дивишся нібито на абстрактний живопис, якісь кольорові плями, а потім вони на твоїх очах починають складатись у пейзаж. Це як раз те, про що мріяли наприкінці ХІХ століття знамениті пуантилісти: з їх крапочок перед тобою народжувався тремтячий і прекрасний світ»  Олексій Титаренко, мистецтвознавець.
"Осн. галузі – станк. та монум. живопис. Відхід Д. від офіц. стилю соцреалізму спричинив пошуки у напрямах символізму, експресив. та пуантиліст. абстракціонізму, формалізму з привнесенням нац. кольористики, елементів нар. творчості, що стало симбіозом цих течій з яскраво вираженим індивід. стилем. Продовжує експерименти в боді-арті, відео-арті, інсталяції, перформансі. Роботи зберігаються в Нац. музеї у Львові, Полтав. та Кременчуц. краєзнав. музеях." В. Ю. Гордієвич

## Біографія
Серед художників, що народилися в Кам’янці-Подільському, є яскравий представник абстракціонізму - Віктор Дейсун

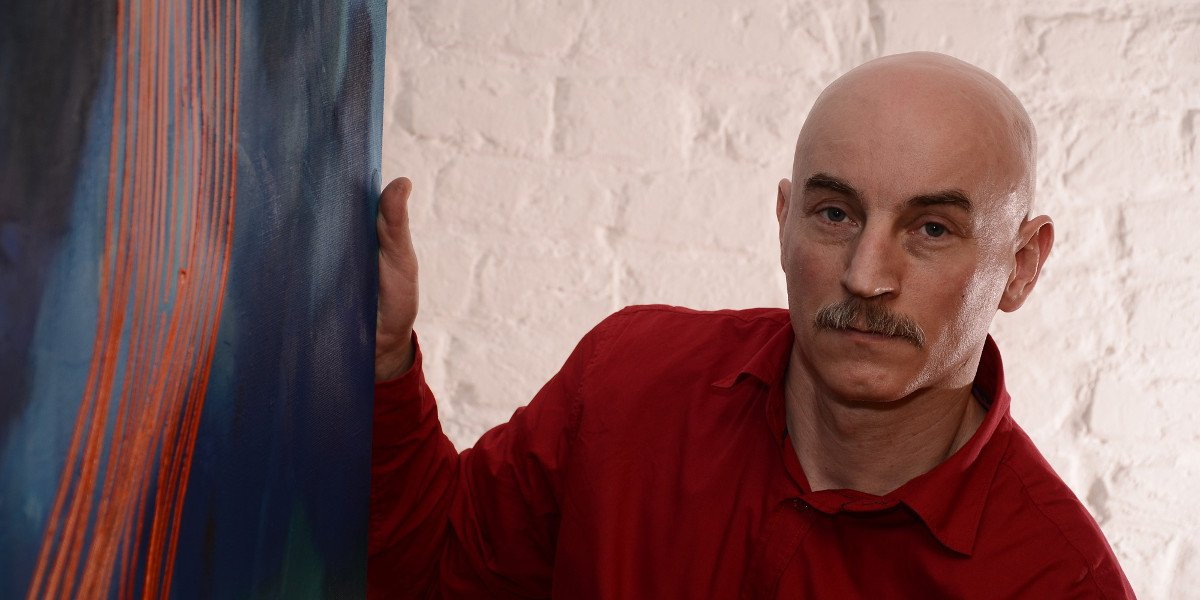
Віктор Дейсун 2013 рік

Майбутній художник-абстракціоніст Віктор Миколайович Дейсун народився 22 липня 1962 року в Кам’янці-Подільському. На щастя, життя та мистецтво виявилися сильнішими за більшовицькі догми та комуністичні збочення у сприйнятті світу образів.
Віктор навчався в школі спочатку на Довжку, де проживали його батьки, потім на Підзамчі (мікрорайоні Кам'янця-Подільського). Звісно, не обминув він і Кам'янець-Подільську міську дитячу художню школу, яку закінчив 1976 року. Першим наставником був Юрчик Юрій Федорович.
В одному з найкрасивіших куточків України - Кам’янці-Подільському маленький Віктор не мріяв про мистецьку кар’єру. Втім, переконаний він сам, в місці, де кожен камінець дихає історією - інакше статися не могло. Допомогли вчителі - розгледіли у літачках та танках, які між уроками малював хлопчик, справжній талант. Далі 1980 року 18-річний Віктор Дейсун закінчив Республіканську художню середню школу імені Тараса Шевченка в Києві, спроба вступити до Львівського інституту та армійська служба у далекій Монголії. Художник зізнається - досі, закриваючи очі, бачить перед собою усю ту унікальну природну палітру кольорів.“Такого неба, як у Монголії, я більше не бачив ніде. Там, коли заходить сонце, - в небі можна побачити повний спектр - починаючи від пурпурно-червоного і закінчуючи глибоким ультрамарином. І от всі кольори можна було отак рахувати, як у веселці”, - пригадує художник Віктор Дейсун. Як і всі художники, в армії Дейсун багато малює - оформлює "ленкімнати", плаци та кабінети. “В армії в мене була кличка “Пікассо”. І найбільше мені подобалося, коли до мене підходили і так тихенько запитували: “Слухай, а чого в тебе така “клікуха”? Що таке пікассо?”, - з усмішкою розповідає Віктор Дейсун.
Абстрактним мистецтвом Віктор Дейсун захопився ще в школі. У розпал утвердження соціалістичного реалізму ознайомився з творчістю Пабло Пікассо, Джексона Поллока, Марка Шагала, Сальвадора Далі. Закінчивши школу для обдарованих молодих художників, Віктор вступив до Львівського державного інституту прикладного та декоративного мистецтва (нині — Львівська національна академія мистецтв).
1988 року Віктор закінчив інститут. За кілька років до цього в СРСР розгорнулася перебудова, тож митцям дихати стало легше. А 23 січня 1989 року помер іспанський художник, один із найвидатніших сюрреалістів ХХ століття Сальвадор Далі. «Пам’ятаю, коли дізнався про його смерть, я плакав», — признався Віктор Дейсун.
Від 1992 року ледь не щороку у Віктора Миколайовича відбуваються персональні виставки. Дві з них, 2009 і 2010 року, відбулися в Картинній галереї рідного для Віктора Кам’янця-Подільського. Перша з них, що відкрилася 17 вересня 2009 року, називалася просто — «Спостереження». Із великого доробку митець представив усього 17 робіт, які практично (за винятком чотирьох робіт) розмістилися в одному залі.
Серед тих, хто тоді тепло привітав художника в рідному місті, був і його вчитель із дитячої художньої школи Аркадій Данилюк. Він із розумінням поставився до абстракцій свого учня. Схвально відгукнулася на виставку земляка і газета «Подолянин»: «Художник чудово вміє фарбами передати настрій, враження від побаченого, відчутого, передуманого, пережитого, жоден його мазок на полотні не є випадковим. Досить глянути на картини «Квіти для коханої», «Вертикальна Міграція» чи на чудовий живописний цикл, присвячений озеру Балатон, аби зрозуміти: перед нами роботи справжнього майстра».
2000 року Віктор Дейсун став членом Національної спілки художників України. Він член творчого об’єднання «БЖ-Арт».
Твори Віктора Дейсуна зберігаються в Національному музеї імені Андрея Шептицького у Львові, Полтавському та Кременчуцькому краєзнавчих музеях, Кам’янець-Подільській картинній галереї, у приватних зібраннях в Україні, Росії, Німеччині, Канаді, США, Франції та багатьох інших країн світу.
За висновком мистецтвознавців, особливістю індивідуального почерку Дейсуна є виразність, емоційність і смисловий абстракціонізм: «Веселкові переливання колірних площин, тонка внутрішня логіка, складні хитросплетіння точок і ліній у візерунки, орнаментально широкі мазки, поєднуючись між собою на картинах, немов утворюють місток, перекинутий від земного до небесного, вищого» (Будзей Олег Васильович, журналіст-краєзнавець).

## Персональні виставки
1992 - Національний музей у Львові, м. Львів, Україна
1993 - 1994 - Персональна виставка живопису та інсталяція, Виставковий зал Спілки художників України м. Кременчук, Україна
1994 - Галерея центру мистецтв "Славутич", м. Київ, Україна
1996 та 1998 - Персональна виставка живопису, Краєзнавчий музей, м. Кременчук, Україна
2001 - галерея "Дім-Музей Кавалерідзе", м. Київ, Україна
2002 - Арт-клуб "Діалог", м. Одеса, Україна
2002 - 2003 - галерея "Грифон", м. Київ, Україна
2003 - галерея "Моро", м. Київ, Україна
2004 - Клуб "44", м. Київ, Україна
2004 - "Квартира Бабуїн", м. Київ, Україна
2005 - Галерея "Ірена", м. Київ, Україна
2006 - Кафе "Антресоль", м. Київ, Україна
2007 - Галерея "36", м. Київ, Україна
2006, 2008 та 2010 - Галерея "Грифон", м. Київ, Україна
2009-2010 - Кам'янець - Подільська картинна галерея, м. Кам'янець-Подільський, Україна
2011 – “Оптималізм” [Архівовано 3 квітня 2016 у Wayback Machine.], живопис, Mystetska zbirka art gallery [Архівовано 22 грудня 2015 у Wayback Machine.], м. Київ, Україна
2012 – “Випасання тигра” [Архівовано 12 березня 2016 у Wayback Machine.], живопис, Mystetska zbirka art gallery [Архівовано 22 грудня 2015 у Wayback Machine.], м. Київ, Україна
2012 - Галерея "Кунстамт", м. Тюбінген, Німеччина
2013 - Віктор Дейсун, Карлос Гарсіа Лаос, Музей сучасного мистецтва України, «Фрагментація», м. Київ, Україна
Фрагментація – спосіб життя і світогляду сучасного суспільства. Ця ідея об’єднала українського художника Віктора Дейсуна та іспанського митця Карлоса Гарсіа Лаоса на створення нового унікального проекту. Відчуття роздробленості та відокремленості – причина самотності багатьох людей. Особистість втрачає цілісність всередині себе, відчуття єдності зі світом, причетності, власного значення. Людина відчуває себе лише фрагментом, що бореться за існування. Тому шлях до цілісності – один з найскладніших і найголовніших у нашому житті.
Розкриваючи проблему фрагментації, митці звертаються до її протилежної сторони – синтезу. Кольорові плями на абстрактних полотнах Віктора Дейсуна, мов шматочки мозаїки, складаються у дивовижні образи. Так з роздроблених фрагментів формується ціле. Так побудований наш світ: багатогранний і неосяжний, він складається з неподільних частинок – атомів, клітин – фрагментів.
З іншого боку, фрагмент не можна недооцінювати. Адже іноді він може виявитися цілим світом. «Коли хочеш показати осінь або весну, не обов'язково малювати пейзаж з лісом, річкою, деревами і кущами… Досить показати лише пару листочків – і все буде зрозуміло», – розмірковує Віктор Дейсун.
2013 - «Червоне та чорне» [Архівовано 28 березня 2016 у Wayback Machine.], живопис, інсталяція, Mystetska zbirka art gallery [Архівовано 22 грудня 2015 у Wayback Machine.],  м. Київ, Україна
Серія «Червоне і чорне» провокує революцію свідомості.  Доля – полотно, прошите  червоно-чорними стрілами. Виставка Віктора Дейсуна пульсуючою енергією кольору провокує революцію у свідомості глядача. В його роботах втілилися вічна єдність і протистояння: любові і смерті, пристрасті і гріховності, творення і руйнування. Тільки в їх поєднанні криється справжня краса і сила буття. Червоний і чорний – два найвпливовіших кольори-символи. Вони визначають, центрують і направляють русло життя. Під їх прапором проходять війни і революції, вони проступають в орнаментах стародавніх народностей, в магічних ритуалах первісних племен.
Стріла – центральний образ проекту – сонячний символ досягнення мети. Це – сила, що вражає мішень. Це – вектор обраного руху. Це – шлях і кінцевий пункт одночасно.  Щоразу, опиняючись на роздоріжжі, ми здійснюємо вільний вибір: дороги, мішені і того, яким кольором буде заряджена стріла з сагайдака можливостей. Все залежить тільки від рішення власника.
2014 - «Малюнки на паркані» [Архівовано 5 квітня 2016 у Wayback Machine.], живопис, інсталяція, Mystetska zbirka art gallery [Архівовано 22 грудня 2015 у Wayback Machine.],  м. Київ, Україна
Паркан – публічний засіб комунікації і самовираження. На ньому кожен пише свою правду, але лишається анонімним. Віктор Дейсун показує Паркан як літопис українського суспільства. Тут є і пропаганда радянської епохи, і політичні лозунги нашого часу, і побутові оголошення, і хуліганські надписи. В баченні художника Паркан – це умовна межа не тільки  території, а й способу життя, світогляду, ідентичності. Віктор Дейсун втілює символічний кордон між Україною і заходом, де з недавніх часів зроблена хвіртка, та  Велику стіну від Росії на сході України. Віктор Дейсун: «Ось Паркан від західних сусідів. Ми зазираємо по той бік з цікавістю. Нам здається, що там краще: стрижені газони і чиста бруківка, високі зарплати  та гуманні порядки. На нашій стороні паркану залишки радянщини, розкішні проекти епохи споживання,ствердження власної національної ідентичності. На сході – війна. Тут будують не просто паркан, а Стіну. Тут буде рів, колючий дріт, вишки. Що лишиться біля цього паркану? Спалена земля, пустир, пропаганда, написана кров’ю? Та найвищий Паркан – він у нашій свідомості. Це паркан стереотипів. Справжню перемогу в житті, справжню свободу  можна отримати лише подолавши його».

## Групові виставки
2015 - Арт-тур та групова виставка "MAKE ART NOT WAR" [Архівовано 10 березня 2016 у Wayback Machine.], живопис, Тохні, Кіпр та Mystetska zbirka art gallery [Архівовано 22 грудня 2015 у Wayback Machine.], м. Київ, Україна
2014 - Групова виставка,  проект "Зігріти Україну", Mystetska zbirka art gallery [Архівовано 22 грудня 2015 у Wayback Machine.], м. Київ, Україна
2014 – Передаукціонна виставка, 10.12.14, [Архівовано 22 грудня 2015 у Wayback Machine.] Under the influence, Аукціонний дім Phillips, Лондон, Велика Британія.
2014 - IX Art Kyiv Contemporary, Проект "Зігріти Україну", інсталяція, Мистецький Арсенал, м. Київ, Україна
2014 - Групова виставка «“Ukraine. Archetype of freedom”», Novomatic Forum, м. Відень, Австрія
2013 – Виставка декоративно-прикладного мистецтва, експоцент, м. Чангчун, провінція Зелін, Китай
2013 – Групова виставка “Зимець” [Архівовано 6 квітня 2016 у Wayback Machine.], Mystetska zbirka art gallery [Архівовано 22 грудня 2015 у Wayback Machine.], м. Київ, Україна
2012 – Групова виставка “Міста світу”, Mystetska zbirka art gallery [Архівовано 22 грудня 2015 у Wayback Machine.], м. Київ, Україна
2011 - Fine Art Ukraine, Мистецький Арсенал, м. Київ, Україна
2010 - 2011 - Передаукціонна виставка, Аукціонний дім “Епоха”, м. Київ, Україна
2010 - "Гогольфест", студія ім. Довженка, м. Київ, Україна
2007 - 2009 - "Гогольфест", Мистецький Арсенал, м. Київ, Україна
2006 - Виставка "Світ левкасу", Національний музей, м. Львів, Україна
2003 - "Tokai gallery", м. Токай, Угорщина
2001 - "Tendenz art Galerie", м. Падерборн, Німеччина
2001 - Проект-01 "Весняний вітер", open air, гора Поскотина, м. Київ, Україна
2001 - "Мальовнича Україна-2001", Спілка художників України, м. Київ, Україна
2001 - "Різдвяна виставка 2001" Спілка художників України, м. Київ, Україна
2000 - "Осінній салон - Високий замок-2000", м. Львів, Україна
2000 - "2000 років під зіркою Віфлеєму", м. Одеса, Україна
1999 - 2000 - "Одеса Арт 1999" та "Одеса Арт 2000", м. Одеса, Україна
1997 та 1999 - III та V Міжнародний арт-фестиваль, м. Київ, Україна
1995 - "Пан-Україна-95", м. Дніпропетровськ, Україна
1990 - "Імпреза", Міжнародна виставка, м. Івано-Франківськ, Україна
1997 та 1999 - "Осінній салон-97", Спілка художників України, м. Київ, Україна
1995 - "Мальовнича Україна-95", Спілка художників України, м. Київ, Україна
1994 -  "Весняна виставка-94", Спілка художників України, м. Київ, Україна
1993 - "Квіти надії", Спілка художників України, м. Київ, Україна

## Основні твори
- «Цілковита об'єктивність» (1993)
- «Центральна композиція» (1997)
- «Постдепресивний пейзаж» (1998)
- «Сніг сходить» (1999)
- «Складова частина» (1999)
- «Вихід» (1997)
- «Там, за обрієм» (1999)
- «Складова частина» (1999)
- «Відображення» (2001)
- «Ловлення метеликів» (2001)
- «Легенький вітерець» (2002)
- «Вітер, що розсердився» (2002)
- «Десерт» (2002)
- «Джмелі гудуть» (2002)
- «Танцюрист» (2002)
- «Неістотна фігуративність» (2002)
- «Ріка бажань» (2003)
- «Хмаринка» (2003)
- «Балатонські замальовки» (2003)
- «Письмена» (2003)
- «Острів» (2003)
- «Ейфорія»  (2004)
- «Велика замальовка» (2004)
- «Марево» (2005)
- «Німфа» (2005)
- «П. Васильківський» (2005)
- «Спостереження» (2006)
- «Куб і тінь від нього» ( 2006)
- «Новий капелюшок» (2006)
- «Німфа» (2006)
- «Торс» (2006)
- «Кришталевий палац–2» (2006)
- «Із глибин 4» (2012) [Архівовано 22 грудня 2015 у Wayback Machine.]

## Музейні колекції
Львівський Національний музей, Полтавський краєзнавчий музей, Кременчуцький краєзнавчий музей, Кам'янець-Подільська картинна галерея.

## Приватні колекції
Картини знаходяться у приватних збірках в Україні, Росії, Польщі, Угорщині, Німеччині, Канаді, США, Ізраїлі, Франції, Великій Британії та Китаї

## Викладачі
Аркадій Мільковицький, Аркадій Данилюк, Володимир Черкасов, Петро Кравченко, Юрчик Юрій Федорович